# Peter Whiteley
Peter John Frederick Whiteley, né le 13 décembre 1920 et mort le 1er février 2016, est un ancien commandant en chef des Forces alliées d'Europe du Nord.

## Carrière militaire
Éduqué à la Bembridge School, Peter Whiteley a été affecté à la Royal Marine durant la Seconde Guerre mondiale.
Il a été nommé commandant du Commando 42 en 1965. Il a ensuite été désigné commandant de la Brigade Commando 3 en 1968. Il devient commandant général des Royal Marines en 1975 et commandant en chef des Forces alliées d'Europe du Nord en 1977. Il a servi comme Lieutenant-gouverneur de Jersey de 1979 à 1985, puis Vice-Lieutenant du Devon.

## Distinctions
- Chevalier grand-croix de l'ordre du Bain
- Officier de l'Ordre de l'Empire britannique